# Bataille d'Arcis-sur-Aube
Pour les articles homonymes, voir Arcis et Aube.
Sixième Coalition
Batailles
Campagne de Russie (1812)
- Liste des batailles
- Mir
- Moguilev
- Ostrovno
- Vitebsk
- Kliastitsy
- Smolensk
- 1re Polotsk
- Valoutina Gora
- Moskova
- Moscou
- Winkowo
- 2e Polotsk
- Maloïaroslavets
- Gorodnia
- Czaśniki
- Viazma
- Smoliani
- Krasnoï
- Bérézina

Campagne d'Allemagne (1813)
- Dantzig
- Lunebourg
- Möckern
- Lützen
- Bautzen
- Reichenbach
- Haynau
- Luckau
- Hoyerswerda
- Lauenbourg
- Goldberg
- Gross Beeren
- Katzbach
- Dresde
- Kulm
- Dennewitz
- Peterswalde
- Liebertwolkwitz
- Leipzig
- Hanau
- Sehested
- Torgau
- Hambourg

Campagne de France (1814)
- Sainte-Croix-en-Plaine
- Besançon
- Mayence
- Metz
- Saint-Avold
- 1re Saint-Dizier
- Brienne
- La Rothière
- Campagne des Six-Jours (Champaubert
- Montmirail
- Château-Thierry
- Vauchamps)
- Mormant
- Montereau
- Bar-sur-Aube
- Saint-Julien
- Laubressel
- Berry-au-Bac
- Craonne
- Coutures
- Laon
- Soissons
- Mâcon
- Reims
- Saint-Georges-de-Reneins
- Limonest
- Arcis-sur-Aube
- Fère-Champenoise
- 2e Saint-Dizier
- Meaux
- Claye
- Villeparisis
- Paris

- Feistritz
- Caldiero (en)
- Trieste
- Mincio

- Hoogstraten (de)
- Anvers
- Berg-op-Zoom
- Courtrai

La bataille d’Arcis-sur-Aube a lieu les 20 et 21 mars 1814, entre une armée française commandée par Napoléon Ier et une armée autrichienne commandée par Schwarzenberg.

## Campagne précédant la bataille
Après la campagne d'Allemagne, Napoléon est forcé de repasser le Rhin : il refait ses troupes (voir les Marie-Louise). Les armées coalisées affluent de toutes parts vers la France : les Anglo-Espagnols franchissent les Pyrénées, des armées autrichiennes franchissent les Alpes, des armées russes, prussiennes et autrichiennes le Rhin.
L’armée française est pour sa plus grosse part dispersée dans les places des Pays-Bas, d’Allemagne, de Belgique. Ses corps de manœuvre sont de taille réduite, et peuvent à tout moment être submergés par des forces très supérieures en nombre. Ces différentes colonnes convergent vers Paris, qui est l’enjeu de la campagne de France.
Contre toute attente, Napoléon remporte victoire sur victoire pendant l’hiver 1814. Son plan est de battre séparément les corps des coalisés, en attendant que les troupes françaises d’Allemagne, sous la conduite de Davout, rejoignent la France.
Le 16 mars 1814, Schwarzenberg a affronté, sans les détruire, les troupes des maréchaux Oudinot et Macdonald dans le secteur de Provins (bataille de Léchelle-Cormeron). Le 17 mars, il s’est emparé du passage de la Seine à Nogent, de telle sorte que ses avant-gardes se trouvent à moins de cent kilomètres de Paris. Il stoppe sa marche vers la capitale et dirige l'essentiel de son armée, à la rencontre de celle de Napoléon, vers Arcis-sur-Aube.
Pour éviter que l’armée de Bohême arrive sous les murs de la capitale dans les quatre jours, Napoléon décide de l’assaillir au plus vite. L’Empereur opte pour l’audacieuse solution d’accourir de Reims sur Troyes par Arcis-sur-Aube, de façon à tomber sur les arrières de l’ennemi une cinquantaine de kilomètres en deçà de ses têtes de colonne. Il laisse à Fismes et à Reims Mortier et Marmont face à Blücher, et met lui-même le cap vers le sud. Le 19 mars, apprenant que les Autrichiens occupent Arcis, il passe l’Aube à Plancy et marche sur Méry, s’imaginant déboucher en ce point en plein dans le dos de l’adversaire. Mais son arrivée si foudroyante quelle soit, n’est pas restée inaperçue ; les chefs de l’armée de Bohême, aussitôt informés, ont rétrogradé en toute hâte. L’ensemble de leurs forces se replie méthodiquement vers Troyes et, dans les aléas d’un recul aussi massif, elles ne laissent aux mains des coureurs français que quelques voitures…
Ce nouveau coup d’audace impériale a sauvé Paris une fois de plus. Mais la disproportion des forces rend une victoire inenvisageable. L’Empereur engage une nouvelle manœuvre sur les arrières de l’armée de Bohême. Il lui suffit de passer au nord de cette dernière, en rejoignant Saint-Dizier par Arcis-sur-Aube, puis de descendre sur Joinville ou Doulevant-le-Château pour se retrouver dans le dos de Schwarzenberg, avec de plus la communication directe assurée avec les garnisons des places de l’Est, voire avec Augereau et ses divisions lyonnaises.

## La bataille
Le 20 mars, après avoir rappelé à lui Oudinot et Macdonald, Napoléon se dirige vers Arcis-sur-Aube. En ce point, à 14 heures, sa cavalerie se heurte à l’avant-garde de l’armée de Bohême, dont le chef, le découvrant aventuré le long de l’Aube, vient de décider une offensive générale propre à en finir avec lui en le culbutant dans la rivière.
Napoléon voit les obus exploser devant un bataillon de jeunes recrues, qui se replient. Il se précipite, se place à leur tête, et quand un obus tombe au pied de son cheval, il ne bouge pas.
L'obus explose, le cheval est éventré, mais Napoléon se relève au milieu de la fumée. Les soldats l'acclament, partent à l'assaut et prennent Torcy.
À 16 heures, la bataille fait rage ; le soutien de l’infanterie de Ney n’a pas permis aux cavaliers français de progresser plus avant. Le « brave des braves » s’accroche au hameau de Torcy-le-Grand, tenant tête aux Bavarois de De Wrede, tandis que la position même d’Arcis, âprement disputée contre les Autrichiens avec l’assistance vigoureuse de la division de la Vieille Garde conduite par Friant. La nuit d’hiver ne ralentit pas le combat ; Torcy-le-Grand n’est plus qu’un amas de décombres dévorés par l’incendie, quand à minuit la fusillade décline pour devenir sporadique. 16 500 Français fanatisés viennent de tenir tête à 30 000 alliés pendant plus de huit heures de corps à corps.
À l’aube du 21 mars, Schwarzenberg, trompé par l’étonnante résistance de ses adversaires, surestime l’importance de leurs effectifs et perd toute la matinée à attendre l’arrivée de ses réserves pour reformer sa ligne de bataille. Face à lui, les renforts affluent également : le corps de Macdonald n’est plus loin et l’entrée en ligne de celui d’Oudinot porte les forces napoléoniennes à 28 000 baïonnettes et 6 000 sabres.
Si le prince autrichien a commis une faute en surestimant son adversaire, Napoléon, trompé par ce calme début de matinée du 21 mars, sous-estime le sien en s’imaginant que son inactivité correspond à une retraite. Aussi, vers 10 heures, les Français reçoivent-ils l’ordre d’attaquer ; mais bientôt, force leur est de se rendre compte qu’ils donnent au cœur d’une armée de 100 000 combattants dont les différents éléments dessinent un arc de cercle autour d’Arcis, avec d’ouest en est, Wurtembergeois, Russes et Bavarois et Autrichiens formant la réserve. 370 canons appuient cet ensemble imposant. Aucune autre solution pour Napoléon que de faire retraite en repliant tout son monde sur la rive droite de l’Aube, par l’unique petit pont d’Arcis.
Heureusement pour lui, Schwarzenberg ne commence son attaque qu’à 16 h 30. Oudinot lui tient tête dans le bourg sous une pluie d’obus et réussit vers 21 h à ne détruire le passage qu’après avoir retiré sa dernière brigade.
Il arrive à Saint-Dizier, le mercredi 23 mars 1814 à 14 heures.
Les fantassins sont couchés a même le sol contre les façades des maisons.
Après des jours et des jours de marche et de combats les soldats sont épuisés et leur uniforme sont souillés. Quand il entre dans la maison du maire, les maréchaux sont déjà là. 
Berthier et Ney lui disent que la bataille d'Arcis-sur-Aube a été coûteuse et que l'ennemi dispose d'au moins 100 000 hommes et de plusieurs centaines de pièces de canons.
Napoléon commence à écrire :

« Mon amie,
J'ai été tous ces jours-ci à cheval. Le 20, j'ai pris Arcis-sur-Aube. L'ennemi m'y a attaqué à six heures du soir, le même jour je l'ai battu et je lui ai fait quatre mille morts. Je lui ai pris deux pièces de canons, il m'en a pris deux, cela fait quitte. Le 21, l'armée ennemie s'est mise en bataille pour protéger la marche de ses convois sur Brienne et Bar-sur-Aube. J'ai pris parti de me porter sur la Marne et sur ses communications afin de le pousser plus loin de Paris et me rapprocher de mes places. Je suis ce soir à Saint-Dizier.
Adieu, mon amie. Un baiser à mon fils.
Napoléon »

## Bilan
Par manque d’audace et d’esprit d’initiative, l’état-major de l’armée de Bohême vient de perdre une magnifique occasion de faire de l’Aube le tombeau de la Grande Armée.
Pourtant, dans le Wurtemberg, en Bavière et en Russie, la bataille fut commémorée comme une victoire des alliés sur Napoléon. En témoignent le nom de la rue Arcisstraße à Munich, et d’Arcis, une colonie de peuplement allemand en Russie (aujourd’hui en Ukraine, dans la région d’Odessa), ainsi qu’un village cosaque du Sud de l'Oural (Арсинский/Arcinski (ru)). À Munich, le Conservatoire a son siège dans l’Arcisstraße, et de temps en temps des ensembles de musique choisissent ce nom bien sonnant (Arcis-Quintett, Arcis-Vokalisten), sans trop se soucier de son histoire belliqueuse.